# Sturmia festiva
Sturmia festiva là một loài ruồi trong họ Tachinidae.